# Beidha
Beidha, també de vegades Baida (àrab: البيضا, al-Bayḍā, ‘la Blanca’), és un important jaciment arqueològic d'època neolítica situat uns pocs quilòmetres al nord de Petra, prop de Siq al-Barid, a Jordània. S'inclou a la inscripció de Petra com a Patrimoni de la Humanitat de la UNESCO.
Les excavacions arqueològiques realitzades els anys 1957 i 1983 hi han permès determinar tres períodes d'ocupació: una ocupació natufiana al mil·lenni XI aC, una altra durant la fase preceràmica B al VII mil·lenni aC, que veu l'establiment d'un poble amb construccions de maçoneria, i finalment una ocupació nabatea entre els segles ii i i aC.
El jaciment arqueològic es troba als afores del modern poble de Beidha, que li dona el nom.

## Història

### Període natufià
Durant el període d'ocupació del lloc pels natufians, és a dir, al mil·lenni XI aC, Beidha actuava com a un campament estacional reutilitzat durant llargs períodes. El descobriment de pedres tallades amb relació a la disposició de les llars fa pensar que els habitants eren principalment caçadors.

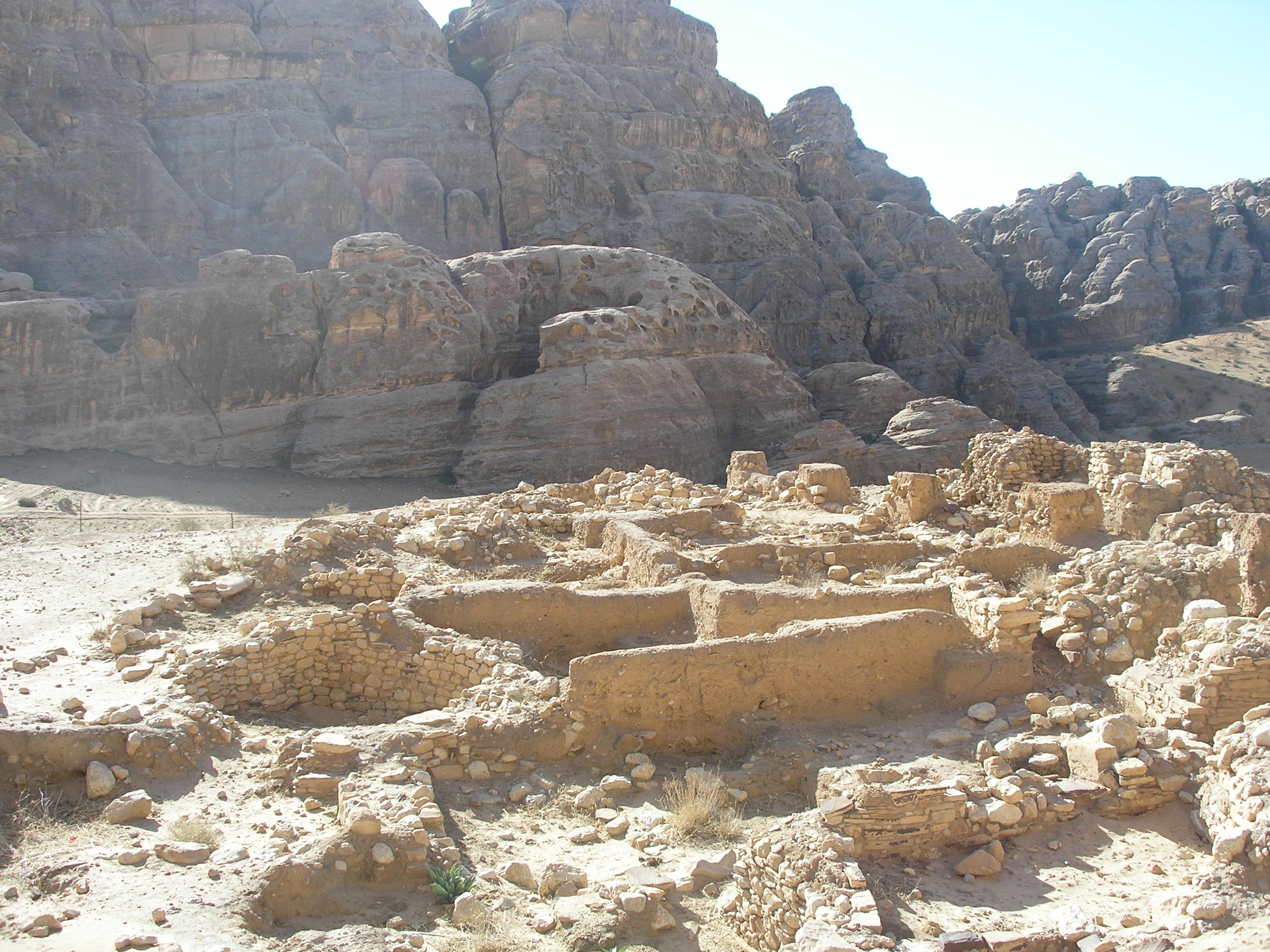
Zona del jaciment de Beidha que mostra la transició de cases de planta circular mig enterrades a habitatges de planta rectangular construïts en un sol nivell.

### Neolític preceràmic B
Al VII mil·lenni aC, durant la fase del Neolític preceràmic B hi augmenta la presència d'habitatges en maçoneria; això va passar entre el 7200 i el 6500 aC. Aquesta datació converteix el jaciment en un dels llocs més antics on s'hi testimonia l'existència d'aquest tipus de construcció. A l'inici d'aquesta època, els habitants van utilitzar la tècnica de la maçoneria sobre pedra i van construir un mur al voltant del poble; les cases de forma circular tenien planta subterrània. Els habitants conreaven ordi i pisana en una fase primerenca i criaven cabres. Tanmateix, encara eren caçadors-recol·lectors: caçaven cabres salvatges i recollien plantes silvestres, com ara fruita o fruits secs. S'han descobert també enterraments en un lloc del poble, sens dubte, reservat per a funcions rituals.

El poble va ser destruït per un incendi cap al 6650 aC, abans de ser reconstruït amb edificis rectangulars i d'una sola planta en una època que s'hi van instal·lar tallers especialitzats. La transició d'edificis circulars a edificis angulars testimonia un augment demogràfic important que podria testimoniar el desenvolupament de les ciutats.

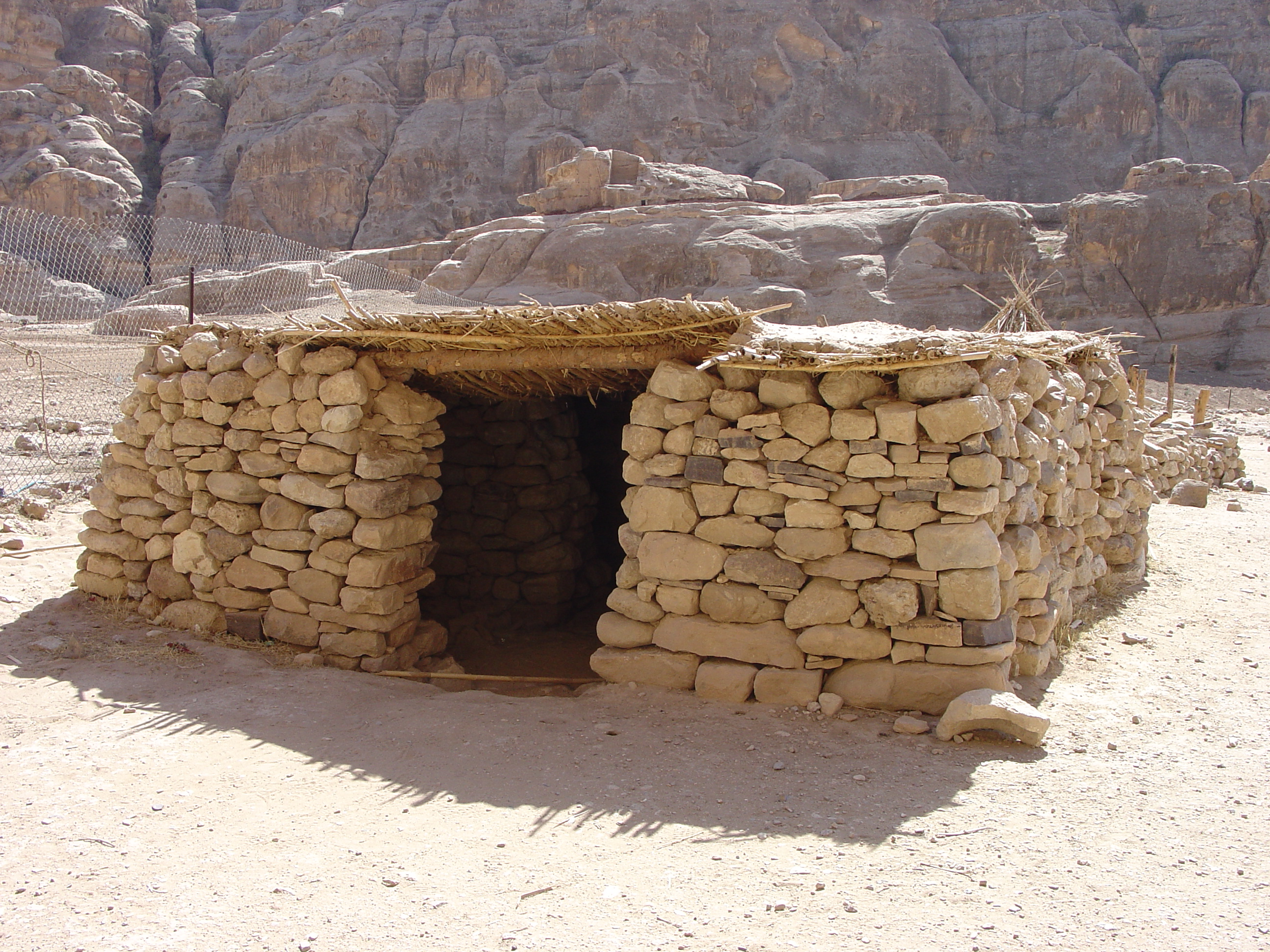
Reconstrucció d'una casa d'època neolítica a Beidha.

Les ruïnes del que podria haver estat un temple dedicat a una religió pre-abrahàmica es van descobrir uns centenars de metres a l'est del jaciment. La disposició de les ruïnes recorda la d'un temple, però no hi ha elements que facin possible afirmar-ho amb certesa. Cap al 6600 aC el poble es va tornar a abandonar per causes desconegudes. Molts dels materials descoberts a Beidha provenien de força lluny: s'hi ha trobat obsidiana de l'Anatòlia, així com nacre del Mar Roig.

### Període nabateu
Entre els segles II i I aC l'ocupació de Beidha pels nabateus queda evidenciada per la construcció d'una sèrie de murs que encerclen parcel·les de cultiu en terrassa.

## Excavació i protecció

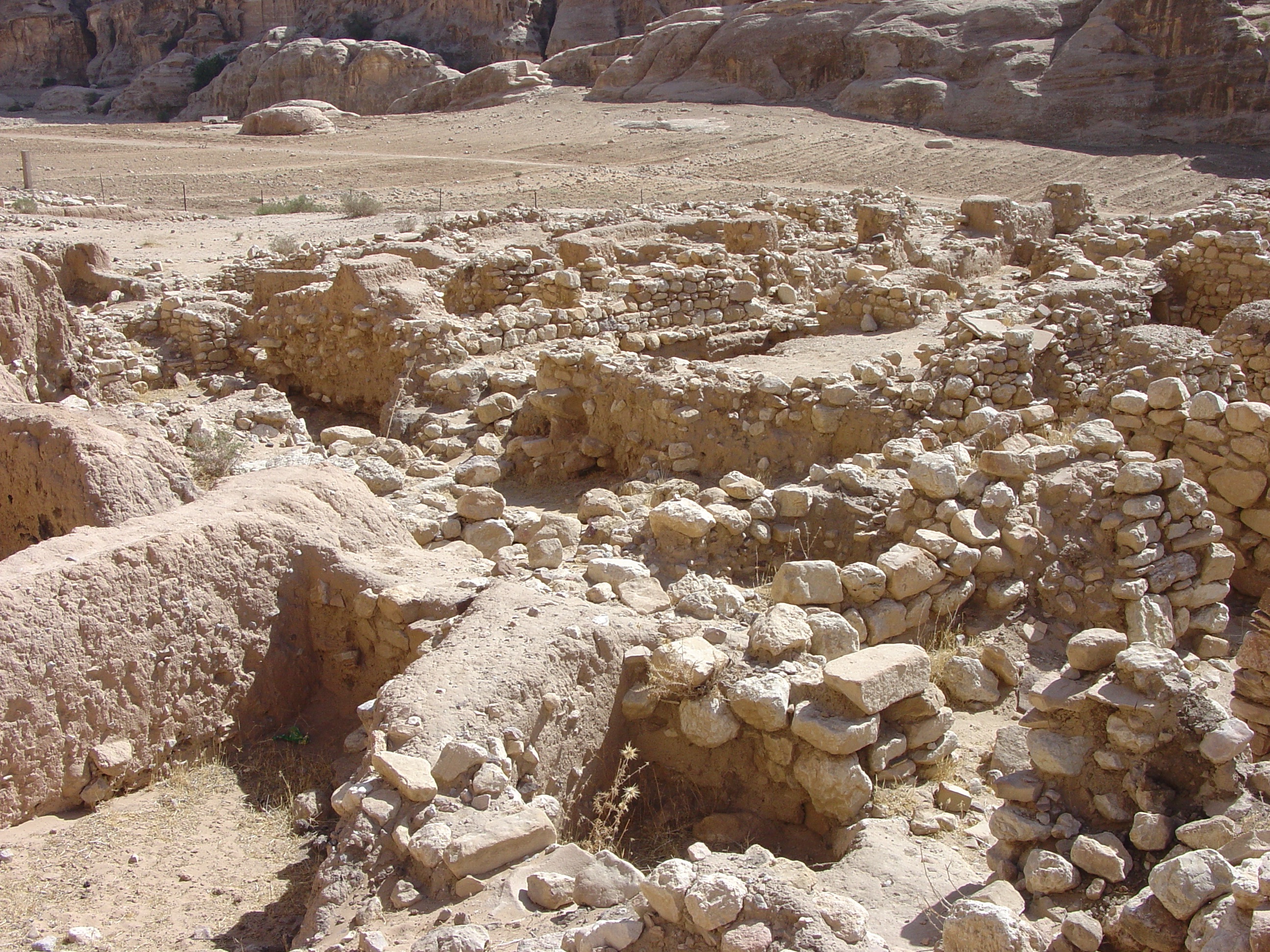
VIsió general del jaciment.

La primera campanya d'excavació va tenir lloc l'any 1957 i va ser dirigida per l'arqueòloga britànica Diana Kirkbride; una segona campanya va tenir lloc el 1983 sota la direcció de Brian Byrd. Beidha es beneficia d'estudis etnoarqueològics, ja que ha servit per estudiar les societats modernes que tenen punts en comú amb el jaciment neolític per tal de veure si les solucions que s'utilitzen actualment són similars a les emprades pels habitants de l'època neolítica.
El jaciment de Beidha va ser catalogat com a Patrimoni de la Humanitat per la UNESCO l'any 1985, inclòs a l'arxiu de Petra. El 2010 el Departament d'Antiguitats de Jordània, el Projecte de Desenvolupament Turístic de Jordània i el Consell per a la Recerca Britànica al Llevant van donar a conèixer un projecte per promoure i protegir el jaciment que requeria almenys 18 mesos de treballs. El projecte té previst revisar la presentació de les descobertes i implantar nous equipaments turístics amb la creació, per exemple, d'una ruta turística que uneixi diferents jaciments neolítics. Beidha forma part d'un projecte per millorar el patrimoni jordà mitjançant l'educació i el turisme: això evitaria el vandalisme i garantiria uns ingressos econòmics substancials.